# 15728 Karlmay
15728 Karlmay è un asteroide della fascia principale. Scoperto nel 1990, presenta un'orbita caratterizzata da un semiasse maggiore pari a 2,3089417 UA e da un'eccentricità di 0,0820990, inclinata di 2,49064° rispetto all'eclittica.